# Koper (Slovenië)

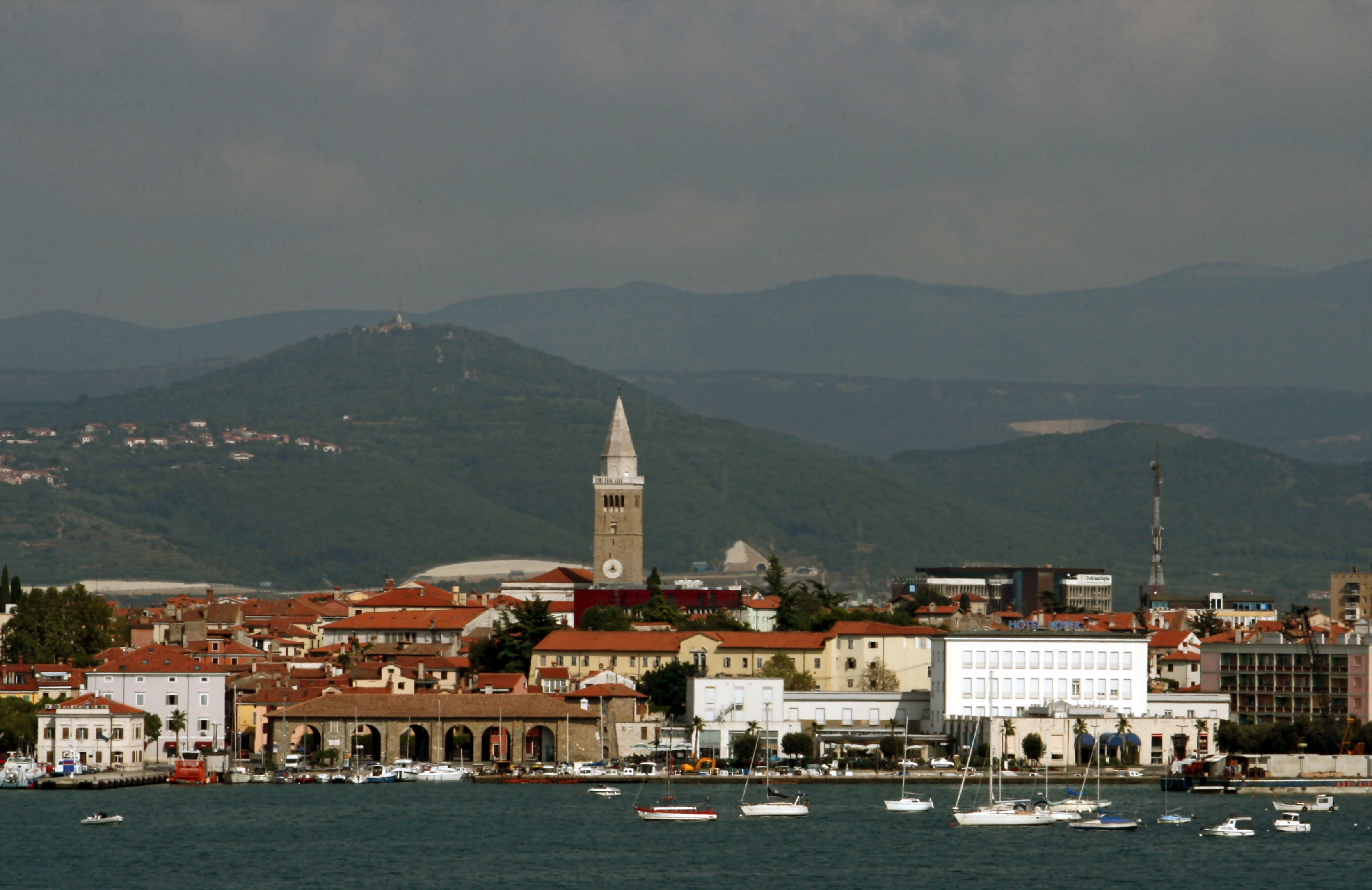
Zicht op de stad

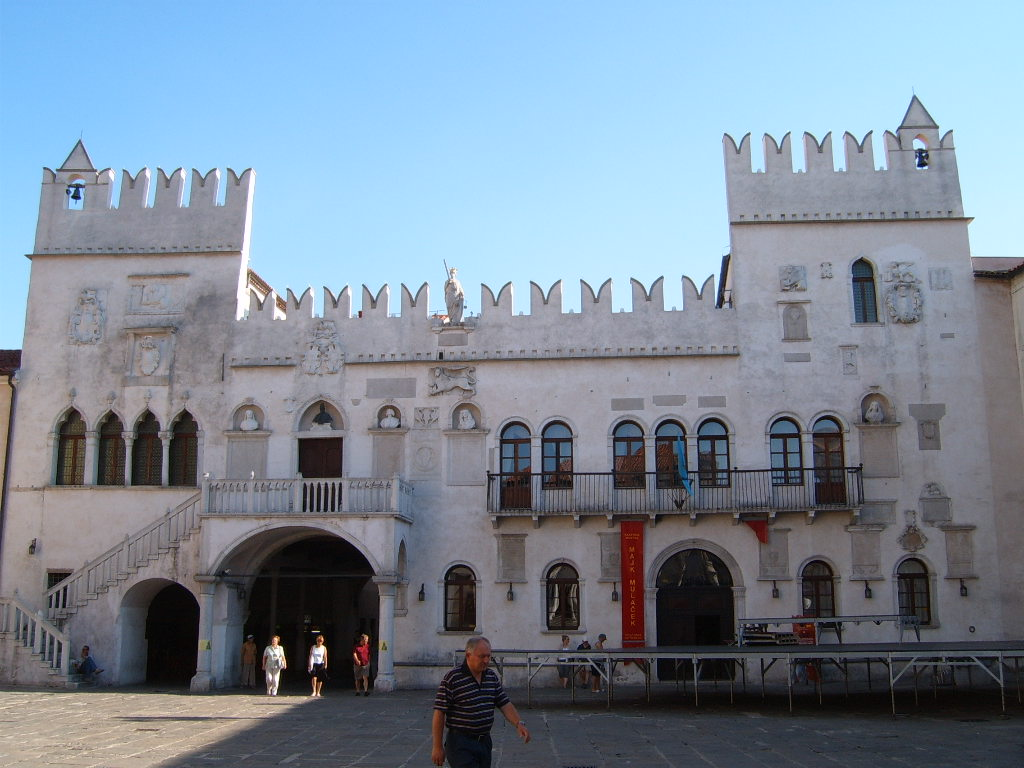
Pretoriaans paleis

Koper (Duits: Gafers; Italiaans: Capodistria; Kroatisch: Kopar) is een van de drie havensteden van Slovenië. Het ligt ten oosten van Izola en Piran en ongeveer 20 kilometer ten zuiden van de Italiaanse stad Triëst.
Het eiland waarop Koper is ontstaan, werd door de Romeinen Insula Caprea ('geiteneiland') of Capros genoemd. Deze nederzetting ontwikkelde zich tot de Romeinse stad Aegida. In de middeleeuwen werd Koper een administratief centrum voor Istrië en Caput Histriae genoemd, waarvan het Italiaanse Capodistria is afgeleid. Deze naam geeft de vorm aan van het stadsgebied dat als een landtong in zee uitsteekt. Sinds 1954 hoort het bij Slovenië dat slechts een kleine kuststrook bezit van ongeveer 50 kilometer in Istrië aan de Golf van Triëst, die deel uitmaakt van de Adriatische Zee. De baai waaraan Koper ligt heet de Baai van Koper. Ook vanuit militair oogpunt is de haven van Koper van belang.

## Geschiedenis
Het eiland Insula Caprea ontwikkelde zich in de Romeinse tijd tot de stad Aegida. Toen de Longobarden in het jaar 568 in noordelijk Italië binnenvielen, vluchtten de Romeinen uit Tergustum (Triëst) naar Aegida, dat als eerbetoon aan de Byzantijnse keizer Justinus II hernoemd werd in Justinopolis. Istrië werd nadien deel van de republiek Venetië.
In de strijd die in 1035 uitbrak tussen het Heilige Roomse Rijk en Venetië, koos Koper de zijde van het Heilige Roomse Rijk en dat bracht de stad als dank de schenking van stadsrechten door de Duitse keizer Koenraad II. Niettemin bleef de stad onder Venetiaans gezag en behoorde zij tot het aartsbisdom, ook wel patriarchaat Aquileia-Grado dat samenviel met het grondgebied van de republiek Venetië. Binnen dit aartsbisdom had de stad voor haar omgeving al in de 6e eeuw de status van bisschopszetel. Zij werd daarnaast ook een belangrijk handelscentrum voor het eveneens Venetiaanse schiereiland Istrië. De oude Latijnse stadsnaam was Caput Histriae (hoofd van Istrië), waarvan de Italiaanse naam Capodistria is afgeleid. Koper was de naam die daarvan weer is afgeleid door de verder landinwaarts wonende Slovenen en Kroaten, en is pas in recente tijd de officiële naam geworden.
Tijdens de Hervorming was bisschop Pier Paolo Vergerio het Lutheranisme toegenegen maar de contrareformatie hield de bevolking binnen het verband van de kerk van Rome. In 1828 vond er een fusie plaats met het bisdom Triëst omdat in de Napoleontische tijd de Republiek Venetië was opgeheven en in 1815 met Istrië aan het keizerrijk Oostenrijk was toebedeeld. Deze gebieden werden samenstellende delen van het kroonland (autonome provincie) Küstenland, waarvan Triëst tot hoofdstad werd ingericht. Na de Eerste Wereldoorlog werd Küstenland in 1921 aan Italië toegewezen. Toen bestond de stadsbevolking voor 80% uit Italianen. Aan het einde van de Tweede Wereldoorlog kwam de stad, die voortaan Koper genoemd werd, onder Joegoslavisch gezag; vooralsnog binnen de zone B van de internationale Vrije zone Triëst. Toen de Vrije zone Triëst in 1954 werd opgeheven en verdeeld, werd zone A (de stad Triëst en onmiddellijke omgeving) weer bij Italië gevoegd, terwijl de zone B (en dus Koper) door Joegoslavië geannexeerd mocht worden. Na een fusie van ruim 125 jaar werd het bisdom weer afgescheiden van Triëst en kerkelijk onder Ljubljana gesteld. Het merendeel van de inwoners, en negen van de tien Italianen onder hen, wilde niet in het communistische Joegoslavië wonen en vertrok in de jaren 1954-1956; velen van hen emigreerden naar Amerika en Australië. De opengevallen plaatsen werden nu opgevuld door Joegoslaven, vooral Slovenen en Kroaten maar ook Serviërs en Bosniërs en verder door Albanezen.
Koper werd na de oorlog het centrum van een grote plattelandsgemeente die in 2011 52.322 inwoners telde. 1.270 inwoners rekenen zich tot de Italiaanstalige minderheid (2,7% van de totale gemeentebevolking). Ongeveer een tiende deel heeft nog weer andere voormalig Joegoslavische moedertalen dan Sloveens of Kroatisch. In de stad Koper zelf behoort nog een tiende deel van de bevolking tot de Italiaanse minderheid. De positie van de Italianen in Slovenië en Kroatië is wettelijk beschermd, wat onder meer in een eigen radio- en televisie-uitzendingen, en althans formeel in een zekere mate van tweetaligheid in bestuur, onderwijs, rechtspraak en commercie (opschriften, reclame en dergelijke) tot uitdrukking komt.
In 2011 werd de plaats Ankaran van de gemeente Koper afgescheiden en een zelfstandige gemeente.

## Bezienswaardigheden
Bezienswaardigheden in Koper zijn onder andere:
- 15e-eeuwse Pretoriaanse Paleis in Venetiaans-gotische stijl
- 12e-eeuwse kerk Carmine Rotunda
- St.-Nazariuskathedraal, gekarakteriseerd door zijn 14e-eeuwse wachttoren
- Tartini Festival, een iedere zomer gehouden festival met klassieke muziek

## Plaatsen in de gemeente

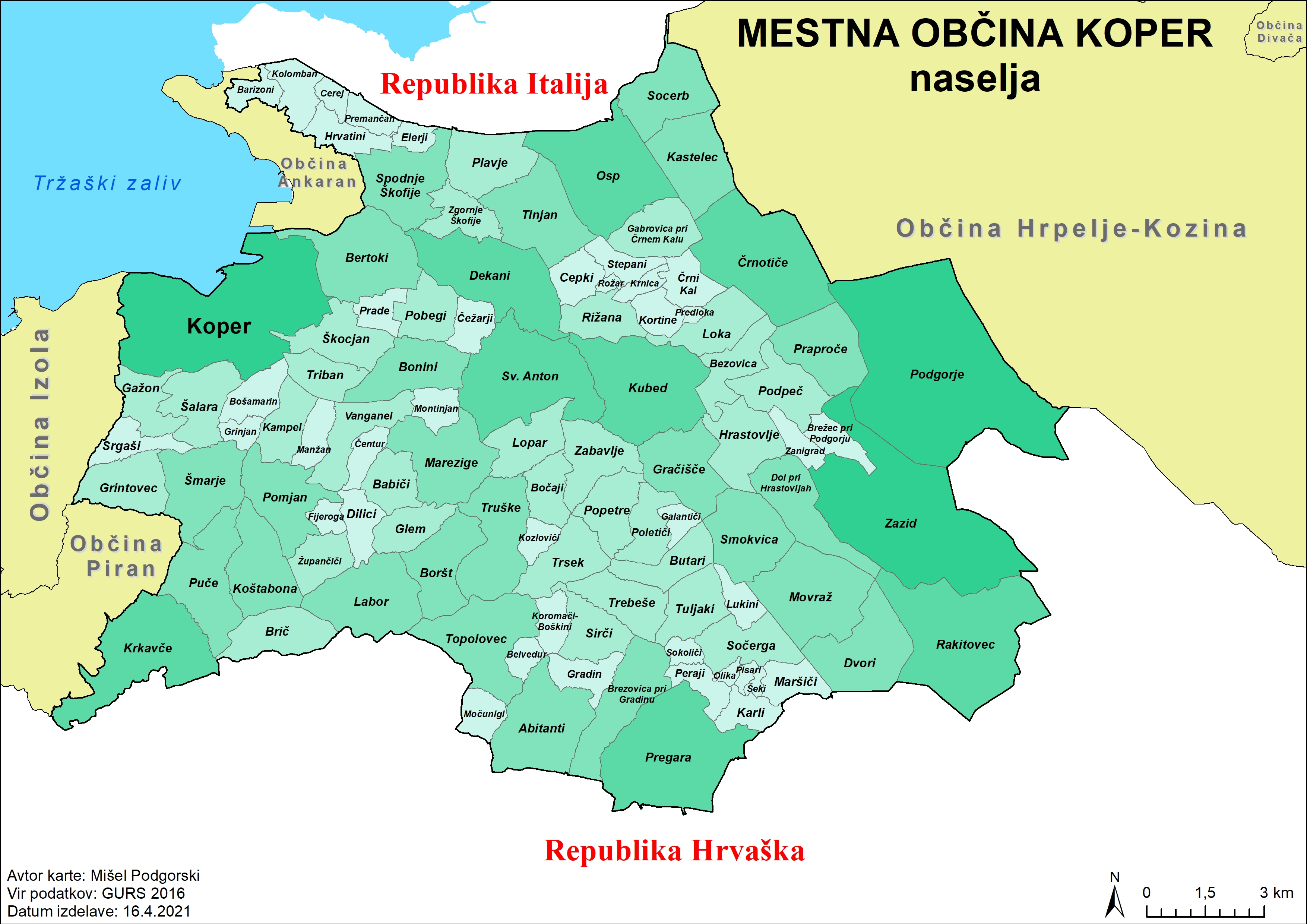
Plaatsen in de gemeente

Abitanti, Babiči, Barizoni, Belvedur, Bertoki, Bezovica, Bočaji, Bonini, Boršt, Bošamarin, Brezovica pri Gradinu, Brežec pri Podgorju, Brič, Butari, Cepki, Cerej, Dekani, Dilici, Dol pri Hrastovljah, Dvori, Čentur, Čežarji, Črni Kal, Črnotiče, Fijeroga, Gabrovica pri Črnem Kalu, Galantiči, Gažon, Glem, Gradin, Gračišče, Grinjan, Grintovec, Hrastovlje, Hrvatini, Jelarji, Kampel, Karli, Kastelec, Kolomban, Koper, Koromači-Boškini, Kortine, Kozloviči, Koštabona, Krkavče, Krnica, Kubed, Labor, Loka, Lopar, Lukini, Manžan, Marezige, Maršiči, Močunigi, Montinjan, Movraž, Olika, Osp, Peraji, Pisari, Plavje, Pobegi, Podgorje, Podpeč, Poletiči, Pomjan, Popetre, Prade, Praproče, Predloka, Pregara, Premančan, Puče, Rakitovec, Rižana, Rožar, Sirči, Smokvica, Socerb, Sočerga, Sokoliči, Spodnje Škofije, Srgaši, Stepani, Šalara, Šeki, Škocjan, Šmarje, Sv. Anton, Tinjan, Topolovec, Trebeše, Triban, Trsek, Truške, Tuljaki, Vanganel, Zabavlje, Zanigrad, Zazid, Zgornje Škofije en Župančiči.

## Sport
In 2004 was Koper een van de vier speelsteden tijdens het EK handbal (mannen). De stad is tevens de thuishaven van voetbalclub FC Koper, die zijn thuiswedstrijden speelt in het Bonifikastadion (4.500 toeschouwers).

## Partnersteden
- Ferrara (Italië)
- Korfoe (Griekenland)

## Geboren
- Santorio Sanctorius (1561-1636), geneeskundige, uitvinder
- Francesco Trevisani (1656-1746), kunstschilder
- Pierpaolo Vergerio de Oudere (1370-1444/5), humanist
- Pierpaolo Vergerio de Jongere (1497-1565), bisschop, reformator
- Zvest Apollonio (1935-2009), kunstenaar
- Boško Boškovič (1969), voetballer
- Marinko Galič (1970), voetballer
- Mladen Rudonja (1971), voetballer
- Damir Skomina (1976), voetbalscheidsrechter
- Tinkara Kovač (1978), zangeres
- Matej Mavrič (1979), voetballer
- Goran Šukalo (1981), voetballer
- Kristjan Fajt (1982), wielrenner
- Giovanni Cernogoraz (1982), Kroatisch schutter
- Andreja Klepač (1986), tennisspeelster
- Mitja Viler (1986), voetballer
- Dalibor Volaš (1987), voetballer
- Lea Sirk (1989), zangeres
- Vlatko Čančar (1997), basketballer

## Overleden
- Achille La Guardia (1849-1904), Italiaans componist, muziekpedagoog, militaire kapelmeester en kornettist

Ankaran · Divača · Hrpelje-Kozina · Izola · Komen · Koper · Piran · Sežana
Plaatsen in Istrië: Banjole · Bertoki · Buje · Buzet · Fažana · Hum · Izola · Jagodje · Koper · Koromačno · Labin · Lucija · Medulin · Motovun · Muggia · Novigrad · Pazin · Peroj · Piran · Portorož · Poreč · Premantura ·  Pula · Rabac Luka · Ravni · Roč · Rovinj · Savudrija · Škocjan · Stalije · Štinjan · Trget · Umag · Višnjan · Vodnjan · Vrsar
Taal in Istrië: Čakavisch · Istriotisch · Istro-Roemeens · Italiaans · Sloveens · Kroatisch · Venetiaans
Andere artikelen over Istrië: Golf van Triëst · Istrische Democratische Assemblee · Italianisering · Baai van Koper · Baai van Muggia · Baai van Piran · Kvarner · Lim · Mario Andretti · Nino Benvenuti · Sergio Endrigo · Učka